# Listas de chefes de Estado e de governo
Este artigo lista as várias listas de chefes de Estado e de governo de Estados soberanos atuais, tendo por referência a lista de Estados Soberanos. No caso de chefes de Estado cujo cargo é também de chefe de governo, estes encontram-se apenas na secção de chefes de Estado. Contudo, caso o ocupante do cargo da chefia do Estado ocupe também um outro (diferente) de chefia do governo, então este cargo surge também na lista de chefes de governo.

## Listas de chefes de Estado
Nota: Chefes de Estado cujo cargo equivale também a chefe de governo assinalados com *. Chefes de Estado que acumulam um cargo adicional de chefe de governo assinalados com †.
- Presidentes da Abecásia
- Presidentes do Afeganistão*
- Presidentes da África do Sul*
- Presidentes da Albânia
- Presidentes-federais da Alemanha
- Copríncipes de Andorra
- Presidentes de Angola*
- Reis de Antígua e Barbuda
- Reis da Arábia Saudita†
- Presidentes da Argélia
- Presidentes da Argentina*
- Presidentes da Arménia
- Presidentes de Artsaque
- Reis da Austrália
- Presidentes-federais da Áustria
- Presidentes do Azerbaijão
- Reis das Baamas
- Presidentes do Bangladexe
- Reis dos Barbados
- Reis do Barém
- Reis da Bélgica
- Reis do Belize
- Presidentes do Benim*
- Presidentes da Bielorrússia
- Presidentes da Bolívia*
- Altos representantes para a Bósnia e Herzegovina / Presidentes da Presidência da Bósnia e Herzegovina
- Presidentes do Botsuana*
- Presidentes do Brasil*
- Sultões do Brunei†
- Presidentes da Bulgária
- Presidentes do Burquina Faso
- Presidentes do Burúndi*
- Reis do Butão
- Presidentes de Cabo Verde
- Presidentes dos Camarões
- Reis do Camboja
- Reis do Canadá
- Emires do Catar
- Presidentes do Cazaquistão
- Presidentes da República Centro-Africana
- Presidentes do Chade
- Presidentes da República Checa
- Presidentes do Chile*
- Presidentes da República da China
- Presidentes da República Popular da China
- Presidentes de Chipre*
- Presidentes de Chipre do Norte
- Presidentes da Colômbia*
- Presidentes das Comores*
- Presidentes da República Democrática do Congo
- Presidentes da República do Congo*
- Líderes da Coreia do Norte / Presidentes do Presídio da Assembleia Popular Suprema da Coreia do Norte
- Presidentes da Coreia do Sul
- Presidentes do Cosovo
- Presidentes da Costa do Marfim
- Presidentes da Costa Rica*
- Presidentes da Croácia
- Presidentes do Conselho de Estado de Cuba
- Reis da Dinamarca
- Presidentes da Domínica
- Presidentes da República Dominicana*
- Presidentes do Egito
- Presidentes dos Emirados Árabes Unidos
- Presidentes do Equador*
- Presidentes da Eritreia*
- Presidentes da Eslováquia
- Presidentes da Eslovénia
- Reis de Espanha
- Reis de Essuatíni
- Presidentes dos Estados Unidos*
- Presidentes da Estónia
- Presidentes da Etiópia
- Presidentes das Fiji
- Presidentes das Filipinas*
- Presidentes da Finlândia
- Presidentes de França
- Presidentes do Gabão
- Presidentes da Gâmbia*
- Presidentes do Gana*
- Presidentes da Geórgia
- Reis de Granada
- Presidentes da Grécia
- Presidentes da Guatemala*
- Presidentes da Guiana
- Presidentes da Guiné
- Presidentes da Guiné-Bissau
- Presidentes da Guiné Equatorial
- Presidentes do Haiti
- Presidentes das Honduras*
- Presidentes da Hungria
- Presidentes do Iémen
- Presidentes da Índia
- Presidentes da Indonésia*
- Guias supremos do Irão / Presidentes do Irão*
- Presidentes do Iraque
- Presidentes da Irlanda
- Presidentes da Islândia
- Presidentes de Israel
- Presidentes de Itália
- Reis da Jamaica
- Imperadores do Japão
- Presidentes do Jibuti
- Reis da Jordânia
- Presidentes de Laus
- Reis do Lesoto
- Presidentes da Letónia
- Presidentes do Líbano
- Presidentes da Libéria*
- Presidentes da Líbia
- Príncipes-soberanos do Listenstaine
- Presidentes da Lituânia
- Grão-duques do Luxemburgo
- Presidentes da Macedónia
- Presidentes de Madagáscar
- Yang di-Pertuan Agongs da Malásia
- Presidentes do Maláui*
- Presidentes das Maldivas*
- Presidentes do Mali
- Presidentes de Malta
- Presidentes das Ilhas Marechal*
- Reis de Marrocos
- Presidentes da Maurícia
- Presidentes da Mauritânia
- Presidentes do México*
- Presidentes de Mianmar*
- Presidentes dos Estados Federados da Micronésia*
- Presidentes de Moçambique
- Presidentes da Moldávia
- Príncipes-soberanos do Mónaco
- Presidentes da Mongólia
- Presidentes de Montenegro
- Presidentes da Namíbia
- Presidentes de Nauru*
- Presidentes do Nepal
- Presidentes da Nicarágua*
- Presidentes do Níger
- Presidentes da Nigéria*
- Reis da Noruega
- Reis da Nova Zelândia
- Sultões de Omã†
- Presidentes da Ossétia do Sul
- Reis dos Países Baixos
- Presidentes de Palau*
- Presidentes da Palestina
- Presidentes do Panamá*
- Reis da Papua Nova Guiné
- Presidentes do Paquistão
- Presidentes do Paraguai*
- Presidentes do Peru
- Presidentes da Polónia
- Presidentes de Portugal
- Emires do Quaite
- Presidentes do Quénia*
- Presidentes do Quirguistão
- Presidentes do Quiribáti*
- Reis do Reino Unido
- Presidentes da Roménia
- Presidentes do Ruanda
- Presidentes da Rússia
- Presidentes da República Árabe Saariana Democrática
- Reis das Ilhas Salomão
- Presidentes do El Salvador*
- O le Ao o le Malos da Samoa
- Reis de Santa Lúcia
- Reis de São Cristóvão e Neves
- Capitães-regentes de São Marinho*
- Presidentes de São Tomé e Príncipe
- Reis de São Vicente e Granadinas
- Presidentes das Seicheles*
- Presidentes do Senegal
- Presidentes da Serra Leoa*
- Presidentes da Sérvia
- Presidentes de Singapura
- Presidentes da Síria
- Presidentes da Somália
- Presidentes da Somalilândia*
- Presidentes do Sri Lanca
- Presidentes do Sudão*
- Presidentes do Sudão do Sul*
- Reis da Suécia
- Presidentes do Conselho Federal da Suíça* / Membros do Conselho Federal da Suíça*
- Presidentes do Suriname*
- Reis da Tailândia
- Presidentes do Tajiquistão
- Presidentes da Tanzânia
- Presidentes de Timor-Leste
- Presidentes do Togo
- Reis de Tonga
- Presidentes da Transdniéstria
- Presidentes de Trindade e Tobago
- Presidentes da Tunísia
- Presidentes do Turcomenistão*
- Presidentes da Turquia
- Reis de Tuvalu
- Presidentes da Ucrânia
- Presidentes do Uganda
- Presidentes do Uruguai*
- Presidentes do Usbequistão
- Presidentes de Vanuatu
- Soberanos da Cidade do Vaticano
- Presidentes da Venezuela*
- Presidentes do Vietname
- Presidentes da Zâmbia*
- Presidentes do Zimbábue*

## Listas de chefes de governo
Nota: Desta lista estão excluídos os chefes de Estado cujo cargo é também o de chefe de governo (assinalados com * na lista anterior). Os cargos de chefe de governo que são ocupados pela mesma pessoa que ocupa a chefia do Estado (assinalados na lista anterior com †), sendo cargos diferentes, aparecem nesta lista.
- Primeiros-ministros da Abecásia
- Primeiros-ministros da Albânia
- Chanceleres-federais da Alemanha
- Chefes de governo de Andorra
- Primeiros-ministros de Antígua e Barbuda
- Primeiros-ministros da Argélia
- Primeiros-ministros da Arménia
- Primeiros-ministros da Austrália
- Chanceleres-federais da Áustria
- Primeiros-ministros do Azerbaijão
- Primeiros-ministros das Baamas
- Primeiros-ministros do Bangladexe
- Primeiros-ministros dos Barbados
- Primeiros-ministros do Barém
- Primeiros-ministros da Bélgica
- Primeiros-ministros do Belize
- Primeiros-ministros da Bielorrússia
- Presidentes do Conselho de Ministros da Bósnia e Herzegovina
- Primeiros-ministros da Bulgária
- Primeiros-ministros do Burquina Faso
- Primeiros-ministros do Butão
- Primeiros-ministros de Cabo Verde
- Primeiros-ministros dos Camarões
- Primeiros-ministros do Camboja
- Primeiros-ministros do Canadá
- Primeiros-ministros do Catar
- Primeiros-ministros do Cazaquistão
- Primeiros-ministros da República Centro-Africana
- Primeiros-ministros do Chade
- Primeiros-ministros da República Checa
- Presidentes do Yuan Executivo da República da China
- Primeiros-ministros da República Popular da China
- Primeiros-ministros de Chipre do Norte
- Primeiros-ministros da República Democrática do Congo
- Primeiros-ministros das Ilhas Cook
- Primeiros-ministros da Coreia do Norte
- Primeiros-ministros da Coreia do Sul
- Primeiros-ministros do Cosovo
- Primeiros-ministros da Costa do Marfim
- Presidentes do Governo da Croácia
- Presidentes do Conselho de Ministros de Cuba
- Primeiros-ministros da Dinamarca
- Primeiros-ministros da Domínica
- Primeiros-ministros do Egito
- Primeiros-ministros da Eslováquia
- Presidentes do Governo da Eslovénia
- Presidentes do Governo de Espanha
- Primeiros-ministros de Essuatíni
- Primeiros-ministros dos Estados Unidos
- Primeiros-ministros da Estónia
- Primeiros-ministros da Etiópia
- Primeiros-ministros das Fiji
- Primeiros-ministros da Finlândia
- Primeiros-ministros de França
- Primeiros-ministros do Gabão
- Primeiros-ministros da Geórgia
- Primeiros-ministros de Granada
- Primeiros-ministros da Grécia
- Primeiros-ministros da Guiana
- Primeiros-ministros da Guiné
- Primeiros-ministros da Guiné-Bissau
- Primeiros-ministros da Guiné Equatorial
- Primeiros-ministros do Haiti
- Primeiros-ministros da Hungria
- Primeiros-ministros do Iémen
- Primeiros-ministros da Índia
- Primeiros-ministros do Iraque
- Taoiseach da Irlanda
- Primeiros-ministros da Islândia
- Primeiros-ministros de Israel
- Presidentes do Conselho de Ministros de Itália
- Primeiros-ministros da Jamaica
- Primeiros-ministros do Japão
- Primeiros-ministros do Jibuti
- Primeiros-ministros da Jordânia
- Primeiros-ministros de Laus
- Primeiros-ministros do Lesoto
- Primeiros-ministros da Letónia
- Primeiros-ministros do Líbano
- Primeiros-ministros da Líbia
- Chefes do Governo do Listenstaine
- Primeiros-ministros da Lituânia
- Primeiros-ministros do Luxemburgo
- Presidentes do Governo da Macedónia
- Primeiros-ministros de Madagáscar
- Primeiros-ministros da Malásia
- Primeiros-ministros do Mali
- Primeiros-ministros de Malta
- Primeiros-ministros de Marrocos
- Primeiros-ministros da Maurícia
- Primeiros-ministros da Mauritânia
- Primeiros-ministros de Moçambique
- Primeiros-ministros da Moldávia
- Ministros de Estado do Mónaco
- Primeiros-ministros da Mongólia
- Primeiros-ministros do Montenegro
- Primeiros-ministros da Namíbia
- Primeiros-ministros do Nepal
- Primeiros-ministros do Níger
- Primeiros-ministros de Niue
- Primeiros-ministros da Noruega
- Primeiros-ministros da Nova Zelândia
- Primeiros-ministros da Ossétia do Sul
- Primeiros-ministros dos Países Baixos
- Primeiros-ministros da Palestina
- Primeiros-ministros da Papua Nova Guiné
- Primeiros-ministros do Paquistão
- Presidentes do Conselho de Ministros do Peru
- Presidentes do Conselho de Ministros da Polónia
- Primeiros-ministros de Portugal
- Primeiros-ministros do Quaite
- Primeiros-ministros do Quirguistão
- Primeiros-ministros do Reino Unido
- Primeiros-ministros da Roménia
- Primeiros-ministros do Ruanda
- Presidentes do Governo da Rússia
- Primeiros-ministros das Ilhas Salomão
- Primeiros-ministros da Samoa
- Primeiros-ministros de Santa Lúcia
- Primeiros-ministros de São Cristóvão e Neves
- Primeiros-ministros de São Tomé e Príncipe
- Primeiros-ministros de São Vicente e Granadinas
- Primeiros-ministros do Senegal
- Presidentes do Governo da Sérvia
- Primeiros-ministros de Singapura
- Primeiros-ministros da Síria
- Primeiros-ministros da Somália
- Primeiros-ministros do Sri Lanca
- Primeiros-ministros da Suécia
- Primeiros-ministros da Tailândia
- Primeiros-ministros do Tajiquistão
- Primeiros-ministros da Tanzânia
- Primeiros-ministros de Timor-Leste
- Primeiros-ministros do Togo
- Primeiros-ministros de Tonga
- Primeiros-ministros da Transdniéstria
- Primeiros-ministros de Trindade e Tobago
- Chefes do Governo da Tunísia
- Primeiros-ministros da Turquia
- Primeiros-ministros de Tuvalu
- Primeiros-ministros da Ucrânia
- Primeiros-ministros do Uganda
- Primeiros-ministros do Usbequistão
- Primeiros-ministros de Vanuatu
- Presidentes da Comissão Pontifícia do Vaticano
- Primeiros-ministros do Vietname